# امی هتزل
امی هتزل (انگلیسی: Amy Hetzel؛ زادهٔ ۲۷ april ۱۹۸۳ (۴۱ سال)) بازیکن زن واترپلو اهل استرالیا است.
وی در مسابقات کشوری و بین‌المللی در مجموع برندهٔ ۱ مدال برنز شده‌است.